# Криволап, Анатолий Дмитриевич
Анатолий Дмитриевич Кривола́п (укр. Анатолій Дмитрович Криволап; род. 11 сентября 1946, Яготин, Полтавская область) — украинский художник, мастер нефигуративной живописи. Лауреат Национальной премии Украины имени Тараса Шевченко 2012 г. Действительный член Национальной академии искусств Украины с 2021 г.

## Биография
В 1976 году окончил Киевский государственный художественный институт, факультет живописи.
Первый собиратель работ Криволапа — польский коллекционер Ришард Врублевский.
С 1993 по 1995 год активно участвовал в деятельности «Живописного заповедника», известной в истории современного украинского искусства арт-группы. В 2000-х годах после перебрался из Киева в село Засупоевка под Яготином, где живёт и работает и в настоящее время.
Считается самым «дорогим» современным художником Украины — в октябре 2011 года на торгах аукциона Phillips de Pury & Co в Лондоне его работа «Конь. Ночь» была продана за $124 343, а картина «Конь. Вечер» 28 июня 2013 года ушла с молотка на торгах Contemporary Art Day Phillips за 122,5 тысяч фунтов стерлингов ($186 200).
9 февраля 2012 стал лауреатом Национальной премии Украины имени Тараса Шевченко. Анатолий Криволап победил в номинации «изобразительное искусство» (за цикл из 50 работ «Украинский мотив»).
Член Комитета по Национальной премии Украины имени Тараса Шевченко (с декабря 2016).

## Персональные выставки
- 2012—2013 — постоянная экспозиция в OntoArtGallery, Киев[6].
- 2012 — «Украинский мотив». Mironova Gallery, Киев[7].
- 2011 — «Пейзаж XXI века». OntoArtGallery, Киев.
- 2006 — Центр современного искусства Совіарт, Киев.
- 2005 — Галерея Карась, Киев.
- 2004 — Галерея Карась, Киев.
- 2003 — Галерея Персона, Киев.
- 2000 — Центр современного искусства Совіарт, Киев.
- 2000 — Галерея ARTEast, Киев.
- 1996 — Галерея Kaspari, Фюрт, Германия.
- 1993 — Галерея D’art, Тулуза, Франция.
- 1992 — Галерея Dontі, Нюрнберг, Германия.

В 2011 году на аукционе в Нью-Йорке картина «Степь» была продана за рекордную цену для украинского живописи.

## Книги
Издательство «Атлант-ЮЭмСи» по инициативе мецената Юрия Комелькова издало три художественные альбома, посвященные творчеству Анатолия Криволапа. В серии «Живопись» вышли в печать два альбома художника (2006, 2008). Третья книга «Анатолий Криволап.» (2009) издана под эгидой Национального художественного музея Украины. Альбомы на украинском и английском языках.